# Doom (2016)
Doom is een computerspel uit de Doom-serie van id Software. Het spel is geen direct vervolg op Doom 3, maar een reboot van de serie. Het spel is ontwikkeld met de nieuwe id Tech 6-engine en werd uitgebracht op 13 mei 2016, voor Windows, Xbox One en PlayStation 4. Eind 2017 kwam ook een versie voor de Nintendo Switch.

## Gameplay
Doom is een first-person shooter en beoogt de ouderwetse gameplay van de eerste twee delen te laten herleven in een moderner jasje. Dit betekent onder andere dat er geen regeneratieve healthsysteem is, in tegenstelling tot veel hedendaagse shooters, maar wel healthpacks die onderweg kunnen worden opgepikt. Wapens hoeven niet te worden herladen om het tempo niet uit het spel te halen. Alle wapens zullen ten minste twee manieren van schieten hebben. Het stimuleren van een offensieve speelstijl in hoog tempo is een van de doelen van de game, de makers noemen dit Push-forward Combat.  
Nieuw zijn Glory Kills. Als een vijand bijna dood is, begint hij een blauwe gloed te krijgen, wat voor de speler het teken is naar de vijand toe te rennen en de rechterstick in te drukken. Het resultaat is een fysieke finishing move, die meestal ook nog nét wat meer health en ammunitie oplevert. Elke Glory Kill is anders en elke vijand heeft er meerdere. Er zijn Glory Kills voor alle ledematen en er zijn specifieke animaties voor als een vijand vanuit een specifieke hoek wordt benaderd.

### Multiplayer
De multiplayer kent unieke wapens en gameplay-elementen ten opzichte van de singleplayer.

### SnapMap
Doom heeft een editor gekregen met de naam SnapMap waarmee op relatief eenvoudige wijze eigen levels gefabriceerd kunnen worden.

## Ontwikkeling
Het spel kent een lange productie waarbij vanaf de eerste aankondiging in mei 2008 de game aanvankelijk de titel Doom 4 kreeg.
In augustus 2008 zei John Carmack dat Doom er drie keer beter zal uitzien dan Rage en met 30fps zal lopen op Xbox 360 en PlayStation 3. De Windows-versie zou met 60fps moeten werken. In 2009 onthulde Carmack dat de multiplayer apart ontwikkeld wordt en met 60fps zal lopen.
In april 2009 zei de CEO van id software, Todd Hollenshead, dat de game in vergevorderde staat van ontwikkeling was. Gevraagd of Doom een vervolg, reboot of prequel was antwoordde hij dat het geen van alle was.
Op 23 juni 2009 werd id Software overgenomen door ZeniMax Media waardoor alle toekomstige id Software games, inclusief de nieuwe Doom, uitgegeven zullen worden door ZeniMax Media-dochter Bethesda Softworks.
In april 2013 publiceerde Kotaku een verhaal waarin werd beschreven dat Doom zich in een zogenaamde ontwikkelingshel bevond. Via verschillende bronnen werd vernomen dat Doom te lijden had van mismanagement en dat de ontwikkeling in 2011 volledig opnieuw begonnen was. De pre-2011 versie zou erg lineair en filmisch zijn, vergelijkbaar met Call of Duty en werd bekritiseerd als middelmatig.
In augustus 2013 werd bekend dat het spel ondanks de tegenslagen nog steeds in ontwikkeling was.
In november 2013 verliet Carmack id Software om zich te wijden aan zijn werk voor Oculus Rift.
In februari 2014 werd bekend dat wie Wolfenstein: The New Order vooraf bestelt, toegang krijgt tot de bèta van het spel. Ook de hernoeming van de titel Doom 4 naar Doom werd duidelijk. Spelers die in aanmerking kwamen voor de bèta via de aanschaf van Wolfenstein kregen ook toegang tot een beperkte alfa van de multiplayer stand. De eerste alfatest vond plaats in het weekend van 23 tot en met 25 oktober 2015. Een tweede alfatest had plaats van 4 tot en met 6 december 2015. Van 1 april tot en met 4 april 2016 vond de gesloten bèta dan eindelijk plaats. De open bèta was aanvankelijk van 15 tot en met 18 april 2016 en werd met een dag verlengd.
Op 10 juni 2014 werd een teaser trailer uitgebracht van Doom en gepresenteerd op de Electronic Entertainment Expo 2014, een jaar later op E3 2015 vond de officiële aankondiging plaats.
Op QuakeCon 2015 werd aangekondigd dat Doom zal draaien op 1080p en 60fps op consoles. Ook zal het spel gebruik maken van Dolby Atmos surround sound.

## Ontvangst
| Geaggregeerde scores |                                       |
| Aggregeerder         | Score                                 |
| GameRankings         | (X1) 89,45% (Win) 86,28% (PS4) 85,64% |
| Metacritic           | (X1) 89/100 (Win) 85/100 (PS4) 85/100 |
| Reviews scores       |                                       |
| Uitgave              | Score                                 |
| Power Unlimited      | 93/100                                |
| FOK!                 | 8,5/10                                |
| Gamer.nl             | 8,5/10                                |
| Tweakers             | 8,5/10                                |
| InsideGamer          | 7½/10                                 |
| Gamebrain            | 8,5/10                                |